# 佐藤重和

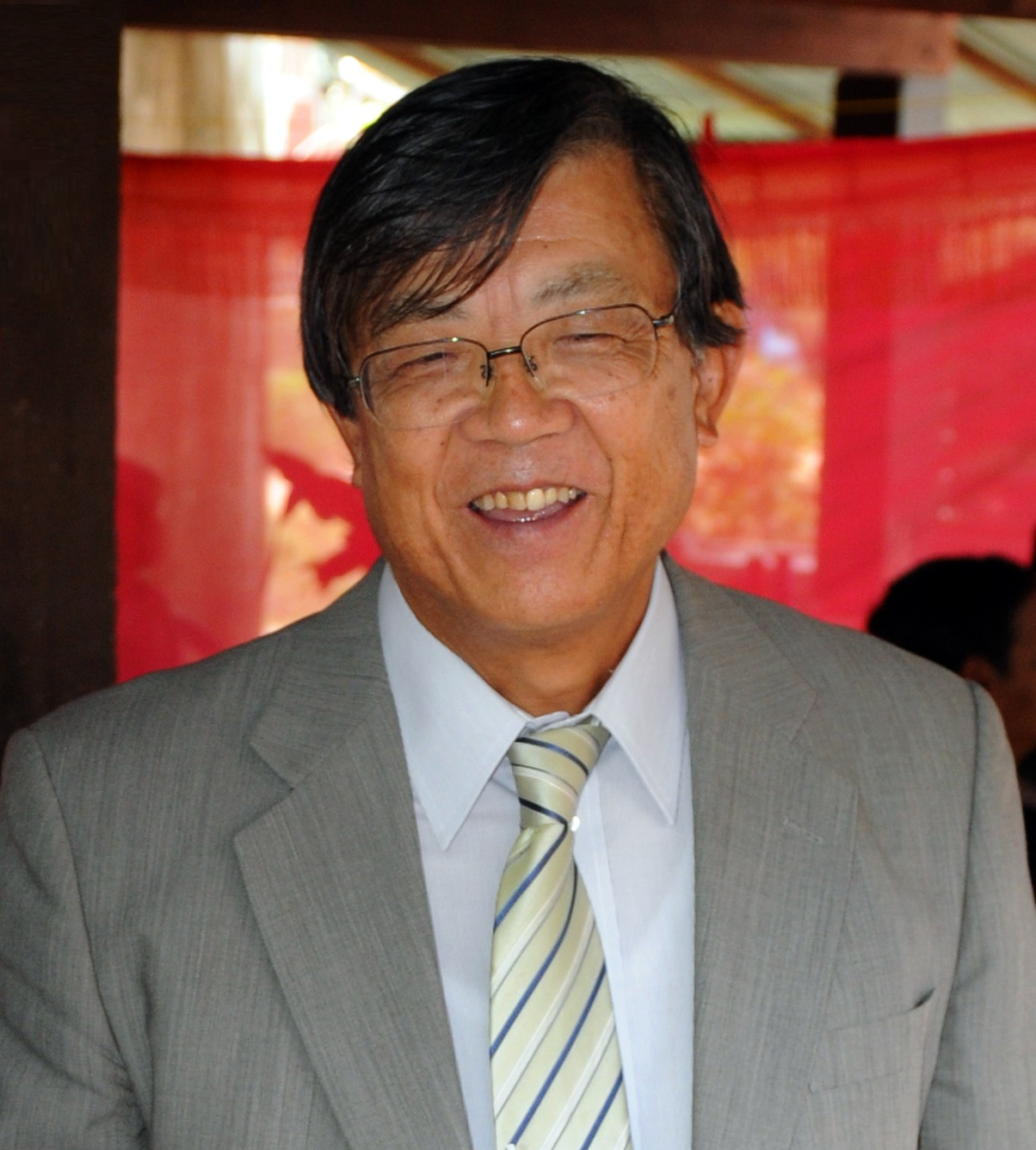
駐タイ大使当時の佐藤

佐藤 重和（さとう しげかず、1949年（昭和24年）9月23日 - ）は、日本の外交官。オーストラリア駐箚特命全権大使や在タイ日本国大使館駐箚特命全権大使大使を歴任。

## 人物・経歴
- 東京都出身。東京都立新宿高等学校
- 1974年（昭和49年）東京大学法学部第2類（公法コース）卒業[1]、外務省入省。復旦大学、ハーバード大学で中国語研修を受けたチャイナ・スクール[2][3]。ハーバード大学修士課程修了[3]。
- 1984年（昭和59年）8月 アメリカ合衆国大使館一等書記官
- 1986年（昭和61年）12月 中華人民共和国大使館一等書記官
- 1989年（平成元年）8月 在外公館課首席事務官
- 1991年（平成3年）2月 経済協力局開発協力課長
- 1992年（平成4年）7月 経済協力局有償資金協力課長
- 1994年（平成6年）8月 アメリカ合衆国大使館 参事官
- 1995年（平成7年）7月 アジア局中国課長
- 1998年（平成10年）9月 大臣官房人事課長
- 2000年（平成12年）9月 大臣官房外務参事官兼アジア局
- 2001年（平成13年）4月 大臣官房審議官兼アジア大洋州局
- 2002年（平成14年）9月 駐インドネシア公使
- 2004年（平成16年）9月 大臣官房
- 2004年（平成16年）10月 経済協力局長
- 2006年（平成18年）8月 香港総領事
- 2010年（平成22年）7月 駐オーストラリア特命全権大使[4]
- 2012年（平成24年）9月 駐タイ特命全権大使
- 2018年（平成30年）7月 日中友好会館常務理事
- 2024年（令和6年）4月 瑞宝重光章受章[5]

## 主な活動
- 国立タマサート大学から創価学会の池田大作名誉会長に名誉哲学博士号が授与された際に来賓として出席。
  - 参照／創価学会公式サイト-タイ国立タマサート大学から名誉哲学博士号（2013年08月17日 更新）
- タイの公共放送局であるThaiPBSでTLS語学学校の代表取締りであるポンパン藤崎のレポート番組に出演。(2014年8月2日放送分）

## 同期
- 佐々江賢一郎（12年駐米大使・10年外務事務次官・08年政務担当外務審議官）
- 林景一（11年駐英大使・08年内閣官房副長官補・08年駐アイルランド大使）
- 小田部陽一（11年ジュネーブ国際機関政府代表部大使・08年経済担当外務審議官）
- 吉川元偉（13年国連大使・10年OECD大使・09年アフガニスタン・パキスタン支援担当大使・06年駐スペイン大使）
- 高松明（11年駐スロバキア大使・科学技術振興機構理事・06年駐キューバ大使）
- 石田仁宏（08年駐アルゼンチン大使・05年駐ペルー大使・72年語学研修員採用、74年外務省公務員採用上級試験に合格して再入省）
- 四宮信隆（10年駐ポルトガル大使・07年駐ドミニカ共和国大使）
- 原田親仁（16年日露関係担当大使・11年駐露大使・08年駐チェコ大使）
- 目賀田周一郎（11年駐メキシコ大使・08年駐ペルー大使）
- 卜部敏直（11年駐フィリピン大使・07年駐アイルランド大使）
- 遠藤茂（09年駐サウジアラビア大使・07年駐チュニジア大使）
- 多賀敏行（12年駐ラトビア大使･09年駐チュニジア大使）
- 斉藤隆志（10年駐ミャンマー大使・06年駐セネガル大使）
- 城田安紀夫（10年駐ノルウェー大使・07年駐イラン大使・04年イラク復興支援等調整担当大使・01年駐カタール大使）
- 山本忠通（12年駐ハンガリー大使・10年アフガニスタン・パキスタン支援担当大使・08年ユネスコ日本政府代表部大使）
- 山中誠（11年駐ポーランド大使・10年科学技術担当大使・07年駐シンガポール大使）
- 中根猛（12年駐独大使・09年ウィーン国際機関代表部大使）
- 黒木雅文（13年駐セルビア大使・09年駐カンボジア大使）
- 西ヶ廣渉（14年宮内庁宮務主管・12年駐ルクセンブルク大使・09年駐リビア大使）
- 吉澤裕（12年駐南アフリカ共和国大使・08年駐フィジー大使）
- 貞岡義幸（10年駐パラオ大使）
- 寒川富士夫（10年駐マラウイ大使）
- 沼田幹男（14年交流協会台北事務所代表・12年駐ミャンマー大使・11年外務省領事局長）
- 白石和子（12年駐リトアニア大使）
- 高橋二雄（13年駐アゼルバイジャン大使）
- 小池孝行（13年駐キルギス大使）
- 中北徹（07年アジア・ゲートウェイ戦略会議座長代理）